# Mohammad Reza Navaei
Mohammad Reza Navaei (en persa: محمدرضا نوايى‎; Teherán, 1 de diciembre de 1948-Ib; 3 de agosto de 2020) fue un luchador iraní de lucha libre. Ganó la medalla de bronce en el Campeonato Mundial de Lucha de 1973 y en los Juegos Asiáticos de 1974, y compitió en los Juegos Olímpicos de 1976 en Montreal.

## Carrera como entrenador

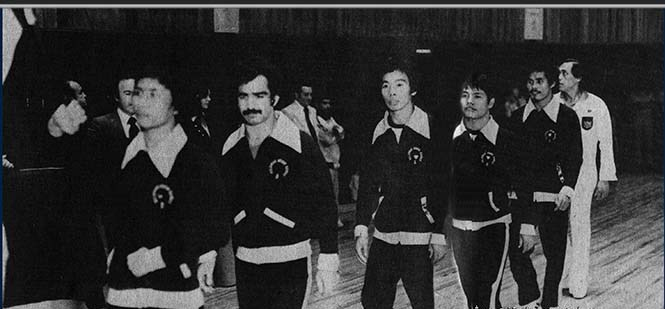
El equipo de lucha de Indonesia en la ceremonia de apertura, junto con el entrenador iraní Reza Navaei en el Campeonato Mundial de Lucha de 1978

Reza Navaei fue entrenador del equipo de lucha de Irán en los Juegos Olímpicos de 1988 y entrenador auxiliar en 1992, además del Campeonato Mundial de 1990, 1991, 1993, y 1994. También fue entrenador del equipo de lucha de Indonesia en el Campeonato Mundial de 1978.